# Heterochaeta pantherina
Heterochaeta pantherina es una especie de mantis de la familia Mantidae.

## Distribución geográfica
Se encuentra en Egipto, Angola, Guinea, Yemen,  Mauritania, Níger, Somalia, Arabia Saudita,  Sudán y el Chad.